# 2月4日
2月4日是公历（平年）年的第35天，离一年的结束还有330天（闰年是331天）。

## 大事记

### 19世紀以前
- 266年：中国三国时期魏国皇帝曹奂被迫将皇位禅位于晋王司马炎，晋朝建立。
- 960年：后周禁军在陈桥驿发动军事政变并拥立赵匡胤为皇帝，建立宋朝。
- 1276年：元朝军队攻佔南宋首都臨安（今杭州），俘虏宋恭帝和谢太皇太后，宋恭帝向元军统帅伯颜奉上传国玉玺和降表，南宋失去大部分領土，但直至1279年才完全滅亡。
- 1488年：葡萄牙探險家巴爾托洛梅烏·迪亞士在莫塞爾貝登陸，成為第一位環繞好望角和非洲南端航行的已知歐洲人。
- 1703年：日本江戶幕府命令替赤穗藩藩主淺野長矩發起復仇行動的47名浪士切腹自盡。
- 1789年：美國選舉人團在總統選舉中選舉喬治·華盛頓為首任美國總統，約翰·亞當斯則當選副總統。

### 19世紀
- 1859年：德国学者康斯坦丁·冯·蒂申多夫在埃及圣凯瑟琳修道院发现4世纪时完成的《西乃抄本》。
- 1861年：美国南部7个以种植棉花为主的蓄奴州决定脱离联邦，其后组成。
- 1862年：世界最大的朗姆酒生厂商百加得在古巴的圣地亚哥成立。
- 1899年：菲律宾第一共和国军队和尝试占领马尼拉的美国军队爆发冲突，打响了马尼拉战役，至此美菲战争爆发。

### 20世紀
- 1922年：中日两国就山东问题签订《解决山东悬案条例》。
- 1923年：京汉铁路工人大罢工举行。全路两万多工人参与罢工。
- 1945年：美国、英国、苏联三国领袖在克里米亚举行雅尔达会议，形成雅尔塔体系。
- 1948年：斯里兰卡宣布独立，成为英联邦的自治领，定国名为锡兰。
- 1951年：中华人民共和国政务院发布《关于没收战犯、汉奸、官僚资本家及反革命分子的财产的指示》。
- 1957年：美国鸚鵡螺號核動力潛艇突破60,000海里的航行紀錄，达到凡尔纳科幻小說《海底兩萬里》所虚构的同名潜艇的航行距离。
- 1968年：内蒙古制造“内人党”冤案。
- 1969年：亞西爾·阿拉法特當選為巴勒斯坦解放組織主席。
- 1974年：美國報業女繼承人和社交名媛派翠西亞·赫茲被共生解放軍綁架，其後加入共生解放軍，為斯德哥爾摩症候群最著名的案例之一。
- 1975年：中國大陆遼寧省海城地震。
- 1975年：戴卓爾夫人出任英國保守黨黨魁。
- 1976年：危地馬拉大地震，約23,000人死亡。
- 1977年：肯尼亚航空成立。
- 1988年：马来西亚交通部长兼马华公会总会长林良实受委为马来西亚过渡首相。
- 1992年：委內瑞拉發生兵變（英语：1992 Venezuelan coup d'état attempts）。
- 1994年：中华人民共和国在纳米技术上取得突破。
- 1999年：俄罗斯宇航员进行“人造月亮”试验。[1]
- 1999年：“中国南极长城站”站名在南极揭牌。

### 21世紀
- 2001年：马来西亚首相马哈迪·莫哈末为孙中山槟城基地纪念馆主持开幕典礼。
- 2003年：南斯拉夫正式更改國名為塞爾維亞與蒙特內哥羅，並啟用新憲法。
- 2004年：美國哈佛大學學生馬克·祖克柏和室友共同創立社群網路服務Facebook。
- 2005年：日月星杯中韩围棋对抗赛开赛。
- 2015年：台灣台北市復興航空235號班機空難，43死15傷。[2]
- 2020年：香港出現首宗COVID-19死亡病例[3]及首3宗本地病例。
- 2022年：中华人民共和国北京市国家体育场举行2022年冬季奥林匹克运动会的开幕典礼，共计有91个代表团参赛。
- 2024年：2024年美斯缺陣香港表演賽事件

## 出生
- 1553年：毛利輝元，日本戰國大名，長州藩第一任藩主。（1625年逝世）
- 1688年：皮耶·德·馬里沃，法國小說家、劇作家。（1763年逝世）
- 1746年：塔德烏什·柯斯丘什科，波蘭立陶宛-美國軍人。（1817年逝世）
- 1778年：奧古斯丁·彼拉姆斯·德堪多，瑞士植物學家。（1841年逝世）
- 1818年：諾頓一世，美國舊金山市民，自封為「美利堅合眾國皇帝」和「墨西哥攝政王」。（1880年逝世）
- 1835年：前島密，日本政治家，日本郵政之父。（1919年逝世）
- 1868年：康斯坦斯·馬凱維奇，愛爾蘭政治人物。（1927年逝世）
- 1871年：弗里德里希·艾伯特，德国政治家，魏玛共和国首任总统。（1925年逝世）
- 1875年：路德維希·普朗特，德國物理學家。（1953年逝世）
- 1878年：路易·卡米耶·馬亞爾，法國醫生、化學家。（1936年逝世）
- 1881年：費爾南·雷捷，法國畫家。（1955年逝世）
- 1892年：安德烈斯·寧，西班牙共產黨政治人物。（1937年逝世）
- 1893年：雷蒙德·達特，澳大利亞解剖學家、人類學家。（1988年逝世）
- 1896年：弗里德里希·洪德，德國物理學家。（1997年逝世）
- 1897年：路德维希·艾哈德，德国政治家。（1977年逝世）
- 1900年：賈克·普維，法國詩人、劇作家。（1977年逝世）
- 1901年：李海泉，香港粵劇演員，李小龍之父。（1965年逝世）
- 1902年：查爾斯·林白，美国飞行員，首位成功完成單人不著陸飛行橫跨大西洋的飛行員。（1974年逝世）
- 1903年：亞歷山大·伊米奇，美國最長壽男人瑞。（2014年逝世）
- 1904年：邓颖超，中國政治家、社会活动家。（1992年逝世）
- 1906年：迪特里希·潘霍華，德國信義宗牧師、神學家。（1945年逝世）
- 1906年：克莱德·汤博，美國天文學家，冥王星的发现者。（1997年逝世）
- 1909年：工藤孝一，日本足球運動員、教練。（1971年逝世）
- 1912年：埃里希·萊因斯多夫，奧地利／美國指揮家。（1993年逝世）
- 1912年：拜倫·尼爾森，美國高爾夫球運動員。（2006年逝世）
- 1913年：劉粹剛，中華民國空軍王牌飛行員，中國抗日戰爭烈士。（1937年逝世）
- 1913年：任劍輝，香港粤剧演员。（1989年逝世）
- 1913年：羅莎·帕克斯，美國黑人民權行動主義者。（2005年逝世）
- 1921年：科切里尔·拉曼·纳拉亚南，印度外交官、政治人物，第10任印度總統。（2005年逝世）
- 1921年：貝蒂·傅瑞丹，美國作家、編輯。（2006年逝世）
- 1921年：盧特菲·澤德，美國邏輯學家、數學家。（2017年逝世）
- 1928年：金永南，北韓政治家。
- 1931年：伊莎貝爾·裴隆，阿根廷政治人物，第41任阿根廷總統。
- 1932年：福田繁雄，日本藝術家。（2009年逝世）
- 1932年：趙梓森，中國工程師，光纖通信專家。（2022年逝世）
- 1932年：羅伯特·庫佛，美國作家。（2024年逝世）
- 1933年：一柳慧，日本作曲家、鋼琴家。（2022年逝世）
- 1936年：富田耕生，日本男性聲優。（2020年逝世）
- 1938年：豬熊功，日本男子柔道運動員。（2001年逝世）
- 1940年：喬治·安德魯·羅梅羅，美國電影導演。（2017年逝世）
- 1941年：萊塞尼亞·恩加拉塞，斐濟經濟學家、政治人物，前任斐濟總理。（2020年逝世）
- 1941年：金芝河，韓國詩人、思想家、社會活動家。（2022年逝世）
- 1943年：肯·湯普遜，美國計算機科學家，Unix作業系統開發者之一。
- 1945年：宮城谷昌光，日本小說家。
- 1947年：丹·奎爾，美國政治人物，第44任美國副總統。
- 1948年：三重乃海剛司，日本相撲力士，第57代橫綱。
- 1948年：埃利斯·庫珀，美國搖滾歌手、音樂家。
- 1953年：喜多郎，日本音樂家。
- 1954年：千葉繁，日本男性聲優。
- 1957年：石破茂，日本政治人物，現任內閣總理大臣。
- 1958年：陳帆，前香港政府官員、第14屆香港特別行政區全國人民代表大會代表。
- 1958年：時任三郎，日本男演員、歌手。
- 1960年：強納生·拉森，美國作曲家、劇作家。（1996年逝世）
- 1961年：井上荒野，日本小說家。
- 1961年：陳之財，新加坡男演員。
- 1963年：張兆輝，香港男演員。
- 1963年：黃建群，台灣男演員。
- 1966年：小泉今日子，日本女歌手、演員。
- 1967年：謝爾蓋·格林科夫，俄羅斯花式溜冰運動員。（1995年逝世）
- 1967年：王凱韋，香港男演員，前香港奧運滑浪風帆代表隊運動員。
- 1967年：草野滿代，日本女性主持人。
- 1968年：陳國邦，香港男演員。
- 1968年：江口朋美，日本女演員、主持人。
- 1968年：佐佐木藏之介，日本男演員。
- 1970年：杭特·拜登，美國律師。
- 1973年：奥斯卡·德拉奥亚，美國拳擊運動員。
- 1974年：烏爾米拉·馬通卡，印度女演員。
- 1975年：劉至翰，台灣男演員。
- 1975年：娜塔莉·安博莉亚，澳洲女歌手、演員。
- 1976年：陳坤，中国大陆男演員。
- 1979年：黃旭，中国大陆體操運動員，奧運金牌得主。
- 1980年：矢吹健太朗，日本漫畫家。
- 1980年：桐谷健太，日本男演員。
- 1981年：湯姆·馬斯特尼，美國棒球運動員。
- 1982年：白賀斯，德國足球運動員。
- 1986年：早川瀨里奈，日本AV女優。
- 1987年：戴倫·奧迪亞，愛爾蘭足球運動員。
- 1987年：露絲·莎法洛法，捷克網球運動員。
- 1987年：路易斯·譚，英國男演員、武術家、特技演員、模特兒。
- 1988年：新名彩乃，日本女性聲優。
- 1988年：卡萊·帕特森，美國女歌手、前體操運動員。
- 1989年：鈴木勝吾，日本男演員。
- 1989年：大空直美，日本女性聲優。
- 1990年：戶松遙，日本女性聲優。
- 1991年：陳彥允，台灣男歌手、演員。
- 1991年：大政絢，日本女演員、模特兒。
- 1993年：市川太一，日本男性聲優。
- 1993年：本泉莉奈，日本女性聲優。
- 1994年：陳培永，馬來西亞主持人、YouTuber。
- 1994年：阿萊克西婭·普特利亞斯，西班牙女子足球運動員。
- 1997年：黃大謙，台灣YouTuber。
- 1997年：山根綺，日本女性聲優。
- 1998年：鈴代紗弓，日本女性聲優。
- 2000年：謝夫瓦爾·伊萊達·塔爾汗，土耳其女子射擊運動員。
- 2001年：春名風花，日本女演員。
- 2003年：劉鎧翔，馬來西亞YouTuber。
- 2003年：埃德文·雷丁，瑞典男演員、配音員。
- 2006年：泰里克·喬治，英格蘭職業足球運動員。
- 2008年：外園彩羽，韓國女子偶像團體ILLIT成員
- 生年不詳：仁見紗綾，日本女性聲優。

## 逝世
- 211年：塞提米烏斯·塞維魯斯，羅馬皇帝（145年出生）
- 708年：教宗西西諾，羅馬主教（650年出生）
- 1505年：讓娜·德·法蘭西，貝里女公爵（1464年出生）
- 1837年：約翰·萊瑟姆，英國鳥類學家（1740年出生）
- 1853年：瑪麗亞·阿梅利亞，巴西帝國公主（1831年出生）
- 1894年：阿道夫·薩克斯，比利時音樂家、發明家，薩克斯風的發明者（1814年出生）
- 1928年：亨德里克·洛伦兹，荷兰物理学家，1902年诺贝尔物理学奖得主（1853年出生）
- 1930年：甘弼仕，英國殖民地官員、法官，香港最高法院副按察司（1867年出生）
- 1971年：布羅克·奇澤姆，加拿大精神科醫生、醫師（1896年出生）
- 1979年：藍蔭鼎，臺灣水彩畫家（1903年出生）
- 1983年：萧三，中國诗人（1896年出生）
- 1983年：卡倫·卡彭特，美國流行歌手（1950年出生）
- 1993年：侯宝林，中国相声大师（1917年出生）
- 2001年：陳一郎，臺灣知名臺語歌手（1953年出生）
- 2002年：海倫·達德森·普林斯，美國天文學家（1905年出生）
- 2006年：貝蒂·弗裡丹，美國作家、編輯（1921年出生）
- 2012年：吳耀庭，臺灣企業家，大統集團創辦人（1926年出生）
- 2014年：午馬，香港知名電影電視演員、導演（1942年出生）
- 2015年：莊淑旂，臺灣女中醫師（1920年出生）[4]
- 2023年：亞伯拉罕·藍波，以色列計算機科學家（1936年出生）
- 2023年：謝里夫·伊斯梅爾，埃及工程師、政治人物，前任埃及總理（1955年出生）
- 2024年：哈格·根哥布，納米比亞政治人物，第3任納米比亞總統（1941年出生）
- 2025年：俞明，香港資深演員。（1924年出生）
- 2025年：西德·艾哈邁德·加扎利，阿爾及利亞政治人物，前任阿爾及利亞總理。（1937年出生）
- 2025年：項楚，中國敦煌學、語言學、文學史專家。（1940年出生）

## 节假日和习俗
- 世界癌症日
- 國際人類博愛日
- 中華民國：農民節
- 斯里蘭卡：独立日